# Schrittmachertechnologie
Schrittmachertechnologien (oder: Zukunftstechnologien; englisch pacemaker technology) sind Technologien, die sich noch in einem frühen Stadium der Forschung und Entwicklung befinden und noch keine Marktreife erreicht haben.

## Allgemeines
Der Begriff Schrittmachertechnologie hat nichts zu tun mit der Technologie für Herzschrittmacher. Im Hinblick auf den Produktlebenszyklus und das Marktpotenzial lassen sich drei Technologietypen unterscheiden, und zwar Basistechnologien, Schlüsseltechnologien und Schrittmachertechnologien. Basistechnologien befinden sich in der Reifephase ihres Lebenszyklus, Schlüsseltechnologien unterliegen einer Phase des Marktwachstums, Schrittmachertechnologien sind Problemlösungen und befinden sich noch im frühen Entwicklungsstadium. „Killer-Technologien“ sind Technologien, die im Zeitpunkt der Marktreife die vorhandenen Technologien und Schlüsseltechnologien als Substitutionsgut ersetzen.

## Wirtschaftliche Aspekte
Die Anwendung der Schrittmachertechnologie ist im Regelfall mit erheblichen Risiken verbunden, und ihre Anwendbarkeit unterliegt einer hohen Ungewissheit. Die Forschungs- und Entwicklungskosten sind bei dieser Art am höchsten. Schrittmachertechnologien befinden sich noch in der Produktentwicklung. Typische Schrittmachertechnologien sind heute die Bionik, Gentechnologie oder Nanotechnologie. Jeder dieser Sektoren besitzt breite Anwendungsgebiete, so etwa die Nanotechnologie bei Arzneimitteln, Kosmetik oder Oberflächentechnik.
Die Schrittmachertechnologie ist im Hinblick auf den Produktlebenszyklus der noch zu patentierende Ausgangspunkt, die durch weitere Forschung und Entwicklung zur Marktreife gebracht werden muss. Ihr Marktpotenzial wird als hoch eingeschätzt, sie kann sich zur Schlüsseltechnologie entwickeln. Forschungsintensive Unternehmen besitzen ein „Technologie-Portfolio“ („Pipeline“), dass den Zustand der Technologie-Reife auflistet. Unterste Phase ist die erst im Entstehen befindliche Schrittmachertechnologie, gefolgt vom Stadium beschleunigter Entwicklung (Schlüsseltechnologie, Spitzentechnologie) bis hin zur maximalen Phase der Technologieführerschaft.